# I'm with You (Red Hot Chili Peppers)
I'm with You is het tiende studioalbum van de Red Hot Chili Peppers, dat op 26 augustus 2011 werd uitgebracht. Het is de opvolger van het in 2006 uitgebrachte Stadium Arcadium en is het eerste album waarop Josh Klinghoffer als leadgitarist optreedt; gedurende de pauze van 2008 en 2009 verliet John Frusciante de band. Het album is geproduceerd door Rick Rubin in de studio waar ook Californication geproduceerd werd. I'm with You 's werktitel was Dr Johnny Skinz's Disproportionately Rambunctious Polar Express Machine-head.

## Promotie
Ter promotie van het album werd op 18 juli 2011 The Adventures of Raindance Maggie als leadsingle uitgebracht. Het radiodebuut was echter drie dagen eerder, het nummer was namelijk gelekt op de website van Red Hot Chili Peppers. De clip van dit nummer maakte zijn debuut op 17 augustus.
Op 17 september 2011 werd, in een interview op BBC Radio 2, door Anthony en Chad bekendgemaakt dat Monarchy of Roses de tweede single van het album wordt. De single werd uitgebracht op 14 november 2011.. Als derde single werd Look Around gekozen. Deze single kwam in januari van 2012 uit. In januari 2012 werd bekendgemaakt dat er geen b-sides worden uitgebracht bij toekomstige singles. In mei maakten Chad en Flea echter bekend dat er in de volgende zes maanden 18 nummers uit zullen komen, waarvan een gedeelte als b-side gezien kan worden. Er werden 17 nummers uitgebracht verdeeld over 9 singles, samen de 'I'm With You Sessions' genoemd.

## Lijst met nummers
1. "Monarchy of Roses"– 4:12
2. "Factory of Faith" – 4:20
3. "Brendan's Death Song" – 5:40
4. "Ethiopia" – 3:51
5. Cover van compilatie-album I'm With You Sessions."Annie Wants a Baby" – 3:41
6. "Look Around" – 3:28

Cover van compilatie-album I'm With You Sessions.

7. "The Adventures of Rain Dance Maggie" – 4:43
8. "Did I Let You Know" – 4:22
9. "Goodbye Hooray" – 3:53
10. "Happiness Loves Company" – 3:33
11. "Police Station" – 5:36
12. "Even You Brutus?" – 4:02
13. "Meet Me at the Corner" – 4:22
14. "Dance Dance Dance" – 3:46

## Personeel

### Red Hot Chili Peppers
- Michael Balzary – basgitaar, piano
- Josh Klinghoffer – gitaar, keyboard, achtergrondzang
- Anthony Kiedis – zang
- Chad Smith – drums, percussie

### Sessiemuzikanten
- Mike Bulger  - trompet op "Did I Let You Know?"
- Greg Kurstin  - piano (9, 11, 12)
- Money Mark  - Hammond B3 orgel (6)
- Mauro Refosco  - Percussie (alle nummers, behalve 3, 9, 13)
- Lenny Castro  - Percussie (1, 2, 3, 4, 9, 12, 13, 14)

### Opneempersoneel
- Rick Rubin – producent
- Andrew Scheps – mixen
- Greg Fidelman – mixen
- Vladimir Meller – masteren

### Personeel
- Clara Balzary – fotografie

## Uitkomen
| Regio               | Datum             | Verkrijgbaar via |
| ------------------- | ----------------- | ---------------- |
| Duitsland           | 26 augustus, 2011 | Cd, download     |
| Ierland             | 26 augustus, 2011 | Cd, download     |
| Nederland           | 26 augustus, 2011 | Cd, download     |
| Verenigd Koninkrijk | 29 augustus, 2011 | Cd, download     |
| Verenigde Staten    | 30 augustus, 2011 | Cd, download     |

## Hitnoteringen

### NederlandseAlbum Top 100
| Hitnotering (week 1 t/m 27): 03-09-2011 t/m 03-03-2012 Hitnotering (week 28): 07-04-2012 Hitnotering (week 29 t/m 31): 23-06-2012 t/m 07-07-2012 | Hitnotering (week 1 t/m 27): 03-09-2011 t/m 03-03-2012 Hitnotering (week 28): 07-04-2012 Hitnotering (week 29 t/m 31): 23-06-2012 t/m 07-07-2012 | Hitnotering (week 1 t/m 27): 03-09-2011 t/m 03-03-2012 Hitnotering (week 28): 07-04-2012 Hitnotering (week 29 t/m 31): 23-06-2012 t/m 07-07-2012 | Hitnotering (week 1 t/m 27): 03-09-2011 t/m 03-03-2012 Hitnotering (week 28): 07-04-2012 Hitnotering (week 29 t/m 31): 23-06-2012 t/m 07-07-2012 | Hitnotering (week 1 t/m 27): 03-09-2011 t/m 03-03-2012 Hitnotering (week 28): 07-04-2012 Hitnotering (week 29 t/m 31): 23-06-2012 t/m 07-07-2012 | Hitnotering (week 1 t/m 27): 03-09-2011 t/m 03-03-2012 Hitnotering (week 28): 07-04-2012 Hitnotering (week 29 t/m 31): 23-06-2012 t/m 07-07-2012 | Hitnotering (week 1 t/m 27): 03-09-2011 t/m 03-03-2012 Hitnotering (week 28): 07-04-2012 Hitnotering (week 29 t/m 31): 23-06-2012 t/m 07-07-2012 | Hitnotering (week 1 t/m 27): 03-09-2011 t/m 03-03-2012 Hitnotering (week 28): 07-04-2012 Hitnotering (week 29 t/m 31): 23-06-2012 t/m 07-07-2012 | Hitnotering (week 1 t/m 27): 03-09-2011 t/m 03-03-2012 Hitnotering (week 28): 07-04-2012 Hitnotering (week 29 t/m 31): 23-06-2012 t/m 07-07-2012 | Hitnotering (week 1 t/m 27): 03-09-2011 t/m 03-03-2012 Hitnotering (week 28): 07-04-2012 Hitnotering (week 29 t/m 31): 23-06-2012 t/m 07-07-2012 | Hitnotering (week 1 t/m 27): 03-09-2011 t/m 03-03-2012 Hitnotering (week 28): 07-04-2012 Hitnotering (week 29 t/m 31): 23-06-2012 t/m 07-07-2012 | Hitnotering (week 1 t/m 27): 03-09-2011 t/m 03-03-2012 Hitnotering (week 28): 07-04-2012 Hitnotering (week 29 t/m 31): 23-06-2012 t/m 07-07-2012 | Hitnotering (week 1 t/m 27): 03-09-2011 t/m 03-03-2012 Hitnotering (week 28): 07-04-2012 Hitnotering (week 29 t/m 31): 23-06-2012 t/m 07-07-2012 | Hitnotering (week 1 t/m 27): 03-09-2011 t/m 03-03-2012 Hitnotering (week 28): 07-04-2012 Hitnotering (week 29 t/m 31): 23-06-2012 t/m 07-07-2012 | Hitnotering (week 1 t/m 27): 03-09-2011 t/m 03-03-2012 Hitnotering (week 28): 07-04-2012 Hitnotering (week 29 t/m 31): 23-06-2012 t/m 07-07-2012 | Hitnotering (week 1 t/m 27): 03-09-2011 t/m 03-03-2012 Hitnotering (week 28): 07-04-2012 Hitnotering (week 29 t/m 31): 23-06-2012 t/m 07-07-2012 | Hitnotering (week 1 t/m 27): 03-09-2011 t/m 03-03-2012 Hitnotering (week 28): 07-04-2012 Hitnotering (week 29 t/m 31): 23-06-2012 t/m 07-07-2012 | Hitnotering (week 1 t/m 27): 03-09-2011 t/m 03-03-2012 Hitnotering (week 28): 07-04-2012 Hitnotering (week 29 t/m 31): 23-06-2012 t/m 07-07-2012 |
| Week: | 1 | 2 | 3 | 4 | 5 | 6 | 7 | 8 | 9 | 10 | 11 | 12 | 13 | 14 | 15 | 16 | 17 |
| --- | --- | --- | --- | --- | --- | --- | --- | --- | --- | --- | --- | --- | --- | --- | --- | --- | --- |
| Positie: | 1 | 3 | 3 | 4 | 5 | 5 | 9 | 6 | 11 | 27 | 37 | 41 | 51 | 42 | 54 | 57 | 55 |
| Week: | 18 | 19 | 20 | 21 | 22 | 23 | 24 | 25 | 26 | 27 | | 28 | | 29 | 30 | 31 | |
| Positie: | 51 | 55 | 51 | 50 | 63 | 64 | 77 | 77 | 95 | 91 | uit | 83 | uit | 96 | 76 | 70 | uit |

### VlaamseUltratop 200Albums
| Hitnotering: (Week 1 t/m 20) 03-09-2011 t/m 14-01-2012 Hitnotering: (Week 21) 04-02-2012 Hitnotering: (Week 22) 25-02-2012 Hitnotering: (Week 23) 24-03-2012 Hitnotering: (Week 24 t/m 26) 19-05-2012 t/m 02-06-2012 Hitnotering: (Week 27) 16-06-2012 Hitnotering: (Week 28 t/m 34) 30-06-2012 t/m 11-08-2012 Hitnotering: (Week 35) 08-09-2012 | Hitnotering: (Week 1 t/m 20) 03-09-2011 t/m 14-01-2012 Hitnotering: (Week 21) 04-02-2012 Hitnotering: (Week 22) 25-02-2012 Hitnotering: (Week 23) 24-03-2012 Hitnotering: (Week 24 t/m 26) 19-05-2012 t/m 02-06-2012 Hitnotering: (Week 27) 16-06-2012 Hitnotering: (Week 28 t/m 34) 30-06-2012 t/m 11-08-2012 Hitnotering: (Week 35) 08-09-2012 | Hitnotering: (Week 1 t/m 20) 03-09-2011 t/m 14-01-2012 Hitnotering: (Week 21) 04-02-2012 Hitnotering: (Week 22) 25-02-2012 Hitnotering: (Week 23) 24-03-2012 Hitnotering: (Week 24 t/m 26) 19-05-2012 t/m 02-06-2012 Hitnotering: (Week 27) 16-06-2012 Hitnotering: (Week 28 t/m 34) 30-06-2012 t/m 11-08-2012 Hitnotering: (Week 35) 08-09-2012 | Hitnotering: (Week 1 t/m 20) 03-09-2011 t/m 14-01-2012 Hitnotering: (Week 21) 04-02-2012 Hitnotering: (Week 22) 25-02-2012 Hitnotering: (Week 23) 24-03-2012 Hitnotering: (Week 24 t/m 26) 19-05-2012 t/m 02-06-2012 Hitnotering: (Week 27) 16-06-2012 Hitnotering: (Week 28 t/m 34) 30-06-2012 t/m 11-08-2012 Hitnotering: (Week 35) 08-09-2012 | Hitnotering: (Week 1 t/m 20) 03-09-2011 t/m 14-01-2012 Hitnotering: (Week 21) 04-02-2012 Hitnotering: (Week 22) 25-02-2012 Hitnotering: (Week 23) 24-03-2012 Hitnotering: (Week 24 t/m 26) 19-05-2012 t/m 02-06-2012 Hitnotering: (Week 27) 16-06-2012 Hitnotering: (Week 28 t/m 34) 30-06-2012 t/m 11-08-2012 Hitnotering: (Week 35) 08-09-2012 | Hitnotering: (Week 1 t/m 20) 03-09-2011 t/m 14-01-2012 Hitnotering: (Week 21) 04-02-2012 Hitnotering: (Week 22) 25-02-2012 Hitnotering: (Week 23) 24-03-2012 Hitnotering: (Week 24 t/m 26) 19-05-2012 t/m 02-06-2012 Hitnotering: (Week 27) 16-06-2012 Hitnotering: (Week 28 t/m 34) 30-06-2012 t/m 11-08-2012 Hitnotering: (Week 35) 08-09-2012 | Hitnotering: (Week 1 t/m 20) 03-09-2011 t/m 14-01-2012 Hitnotering: (Week 21) 04-02-2012 Hitnotering: (Week 22) 25-02-2012 Hitnotering: (Week 23) 24-03-2012 Hitnotering: (Week 24 t/m 26) 19-05-2012 t/m 02-06-2012 Hitnotering: (Week 27) 16-06-2012 Hitnotering: (Week 28 t/m 34) 30-06-2012 t/m 11-08-2012 Hitnotering: (Week 35) 08-09-2012 | Hitnotering: (Week 1 t/m 20) 03-09-2011 t/m 14-01-2012 Hitnotering: (Week 21) 04-02-2012 Hitnotering: (Week 22) 25-02-2012 Hitnotering: (Week 23) 24-03-2012 Hitnotering: (Week 24 t/m 26) 19-05-2012 t/m 02-06-2012 Hitnotering: (Week 27) 16-06-2012 Hitnotering: (Week 28 t/m 34) 30-06-2012 t/m 11-08-2012 Hitnotering: (Week 35) 08-09-2012 | Hitnotering: (Week 1 t/m 20) 03-09-2011 t/m 14-01-2012 Hitnotering: (Week 21) 04-02-2012 Hitnotering: (Week 22) 25-02-2012 Hitnotering: (Week 23) 24-03-2012 Hitnotering: (Week 24 t/m 26) 19-05-2012 t/m 02-06-2012 Hitnotering: (Week 27) 16-06-2012 Hitnotering: (Week 28 t/m 34) 30-06-2012 t/m 11-08-2012 Hitnotering: (Week 35) 08-09-2012 | Hitnotering: (Week 1 t/m 20) 03-09-2011 t/m 14-01-2012 Hitnotering: (Week 21) 04-02-2012 Hitnotering: (Week 22) 25-02-2012 Hitnotering: (Week 23) 24-03-2012 Hitnotering: (Week 24 t/m 26) 19-05-2012 t/m 02-06-2012 Hitnotering: (Week 27) 16-06-2012 Hitnotering: (Week 28 t/m 34) 30-06-2012 t/m 11-08-2012 Hitnotering: (Week 35) 08-09-2012 | Hitnotering: (Week 1 t/m 20) 03-09-2011 t/m 14-01-2012 Hitnotering: (Week 21) 04-02-2012 Hitnotering: (Week 22) 25-02-2012 Hitnotering: (Week 23) 24-03-2012 Hitnotering: (Week 24 t/m 26) 19-05-2012 t/m 02-06-2012 Hitnotering: (Week 27) 16-06-2012 Hitnotering: (Week 28 t/m 34) 30-06-2012 t/m 11-08-2012 Hitnotering: (Week 35) 08-09-2012 | Hitnotering: (Week 1 t/m 20) 03-09-2011 t/m 14-01-2012 Hitnotering: (Week 21) 04-02-2012 Hitnotering: (Week 22) 25-02-2012 Hitnotering: (Week 23) 24-03-2012 Hitnotering: (Week 24 t/m 26) 19-05-2012 t/m 02-06-2012 Hitnotering: (Week 27) 16-06-2012 Hitnotering: (Week 28 t/m 34) 30-06-2012 t/m 11-08-2012 Hitnotering: (Week 35) 08-09-2012 | Hitnotering: (Week 1 t/m 20) 03-09-2011 t/m 14-01-2012 Hitnotering: (Week 21) 04-02-2012 Hitnotering: (Week 22) 25-02-2012 Hitnotering: (Week 23) 24-03-2012 Hitnotering: (Week 24 t/m 26) 19-05-2012 t/m 02-06-2012 Hitnotering: (Week 27) 16-06-2012 Hitnotering: (Week 28 t/m 34) 30-06-2012 t/m 11-08-2012 Hitnotering: (Week 35) 08-09-2012 | Hitnotering: (Week 1 t/m 20) 03-09-2011 t/m 14-01-2012 Hitnotering: (Week 21) 04-02-2012 Hitnotering: (Week 22) 25-02-2012 Hitnotering: (Week 23) 24-03-2012 Hitnotering: (Week 24 t/m 26) 19-05-2012 t/m 02-06-2012 Hitnotering: (Week 27) 16-06-2012 Hitnotering: (Week 28 t/m 34) 30-06-2012 t/m 11-08-2012 Hitnotering: (Week 35) 08-09-2012 | Hitnotering: (Week 1 t/m 20) 03-09-2011 t/m 14-01-2012 Hitnotering: (Week 21) 04-02-2012 Hitnotering: (Week 22) 25-02-2012 Hitnotering: (Week 23) 24-03-2012 Hitnotering: (Week 24 t/m 26) 19-05-2012 t/m 02-06-2012 Hitnotering: (Week 27) 16-06-2012 Hitnotering: (Week 28 t/m 34) 30-06-2012 t/m 11-08-2012 Hitnotering: (Week 35) 08-09-2012 |
| Week: | 1 | 2 | 3 | 4 | 5 | 6 | 7 | 8 | 9 | 10 | 11 | 12 | 13 | 14 |
| --- | --- | --- | --- | --- | --- | --- | --- | --- | --- | --- | --- | --- | --- | --- |
| Positie: | 3 | 4 | 4 | 8 | 11 | 13 | 19 | 22 | 26 | 47 | 57 | 70 | 97 | 81 |
| Week: | 15 | 16 | 17 | 18 | 19 | 20 | | 21 | | 22 | | 23 | 24 | 25 |
| Positie: | 81 | 83 | 77 | 72 | 90 | 96 | uit | 94 | uit | 93 | uit | 96 | 140 | 144 |
| Week: | 26 | | 27 | | 28 | 29 | 30 | 31 | 32 | 33 | 34 | | 35 | |
| Positie: | 193 | uit | 151 | uit | 170 | 112 | 112 | 139 | 194 | 164 | 180 | uit | 182 | uit |